# دفنية فلسومية
دفنية فلسومية (الاسم العلمي:Daphnopsis folsomii) هي نوع من النباتات تتبع جنس الدفنية من الفصيلة المثنانية.